# 정수 (기독교)
정수 (靜修, 고대 그리스어: ἡσυχασμός, [헤시카스모스] "조용함", "침묵")는 동방 정교회에서 전해지는 기도에 관한 신비로운 전통이다. 마태오 복음서에서 예수의 명령에 따라 "네가 기도할 때 네 진창에 들어가고 네가 문을 닫았을 때 기도하라."라고 말한 전통에 따라 헤시카주의는 오감을 느끼는 것을 중단함으로써 내적으로 성숙해지는 과정이다.

## 내용
칼리스토스 와레는 헤시카주의라는 용어를 다섯 가지 의미로 정의했다.

1. "독방의 삶", 4세기부터 사용된 "예언적인 삶"과 같은 의미.

2. 형상, 개념 및 언어 이상의 차원에서 하나님과의 일치를 목표로 하는 내적인 기도의 실현.

3. 주님의 기도를 통한 그러한 결합을 위한 탐구"

4. 주님의 기도와 결합된 특정한 정신적인 기술", 이 기법의 사용은 적어도 13세기까지 거슬러 올라간다.

5. 성 그레고리 팔라마스(St. Gregory Palamas)의 신학", 즉 팔라미즘(Palamism)

## 같이 보기
- 동방 가톨릭교회
- 동방정교
- 헤노시스
- 예수 기도
- 만트라
- 마라나타
- 명상
- 신비주의
- 기도
- 경건의 시간